# 迈锡尼

荷馬筆下於希臘發生的故事的地圖

迈锡尼（古希腊语：Μυκῆναι）是位于希腊伯罗奔尼撒半岛东北阿尔戈斯平原上的一座爱琴文明的城市遗址，位于科林斯和阿尔戈斯之间。它是荷马史诗传说中亚该亚人的都城，由珀耳修斯所建，在特洛伊战争时期由阿伽门农所统治。
這座一度被認為只是傳說虛構的城市，是由德國傳奇的考古學家海因里希·施里曼在19世紀時重新挖掘出來才得以重見天日。实际上，在公元前的第二个千年中它确实是希腊文明中最重要的城市，统治着爱琴海南部广大的地区，所代表的文明称为迈锡尼文明。
在古典希腊时期之前，这个城市已经被（可能是）多利安人入侵所破坏，其宫殿于公元前12世纪被废弃，前468年阿尔戈斯军队占领了此地，将居民尽数驱逐，迈锡尼城从此被消灭。
古典时期，旅行家保萨尼亚斯曾经访问过这个遗址，并记录了狮子门等今天还屹立在原处的纪念建筑。其他著名的遗迹还有阿特柔斯宝库、阿伽门农之墓等。今天它是希腊的著名旅游景点，也是联合国教科文组织评选的世界遗产。

## 詞源

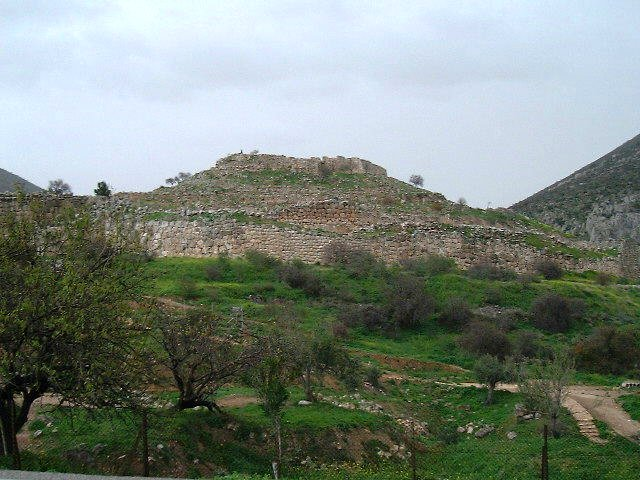
位於丘陵上的邁錫尼遺址

雖然邁錫尼城是由希臘人所構築，但是其名稱卻非希臘人所賦予，而是前希臘基礎期留下來的許多名詞之一，並且由後來移居進來的希臘人所沿用。
此名稱是來自於傳說，有關他的希臘單字為：“μύκης”（mycēs，蘑菇）。因此，保薩尼亞斯認為這個名稱應該是源自傳說中的英雄珀耳修斯所命名的。

## 註釋

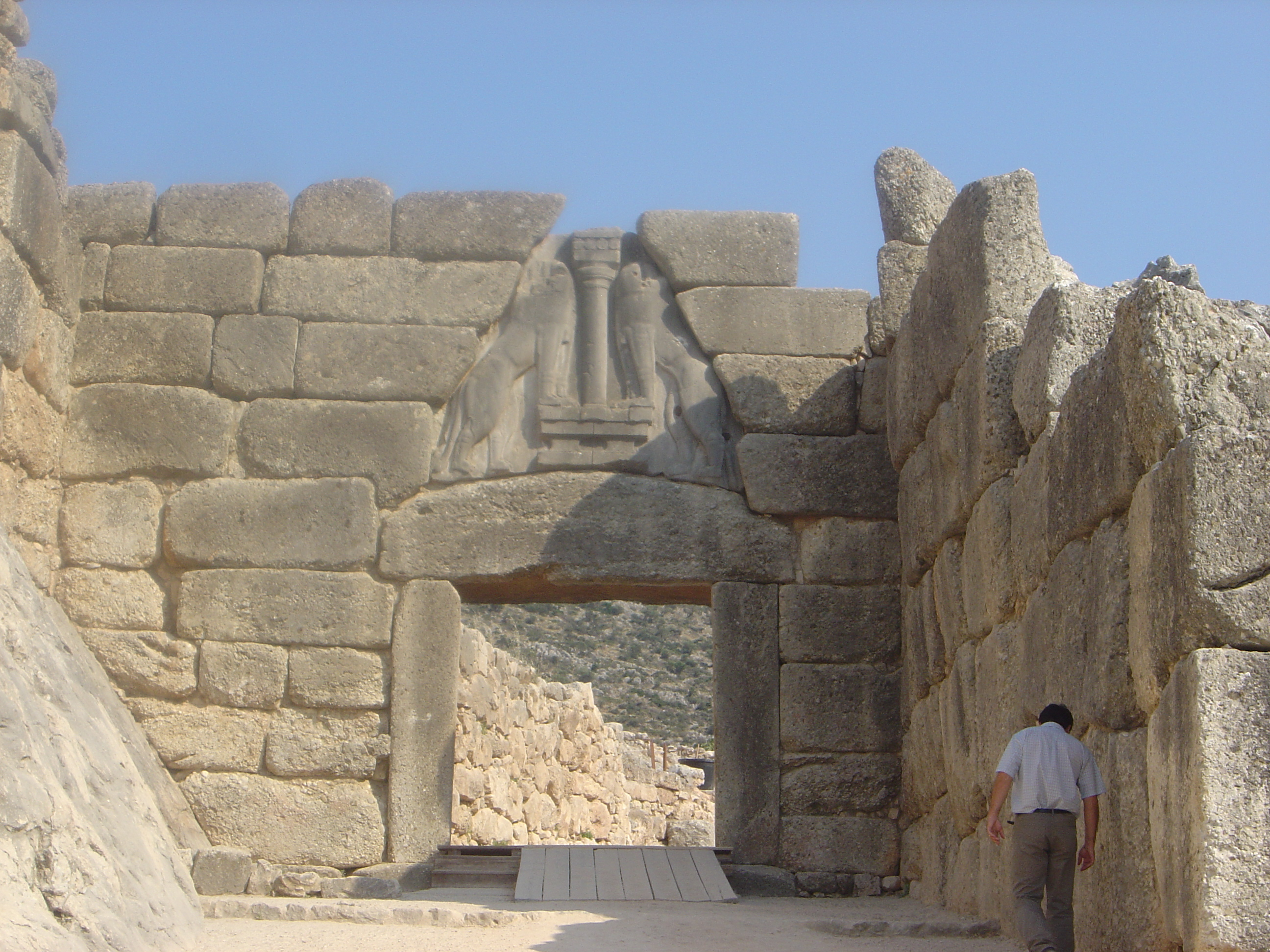
迈锡尼的狮子门

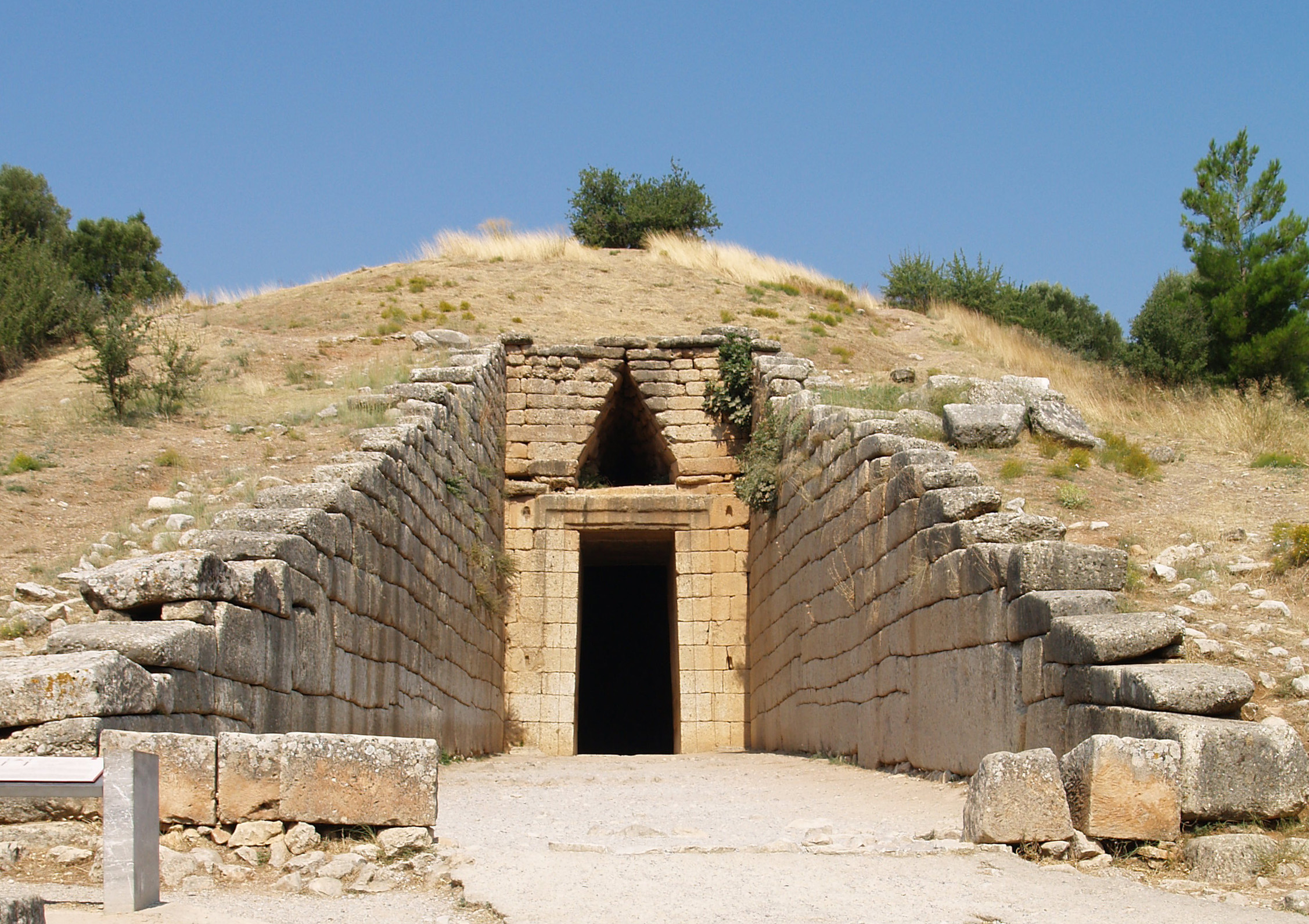
阿特柔斯寶庫